# Pterolophia rubiensis
Pterolophia rubiensis är en skalbaggsart som beskrevs av Stephan von Breuning 1968. Pterolophia rubiensis ingår i släktet Pterolophia och familjen långhorningar.
Artens utbredningsområde är Myanmar. Inga underarter finns listade i Catalogue of Life.